# Piotr Majewski (ur. 1970)
Piotr Majewski (ur. 1970) – polski dziennikarz, prezenter radiowy i telewizyjny, konferansjer. Mistrz Mowy Polskiej. Astrofotograf, miłośnik i popularyzator astronomii.

## Życiorys
Absolwent I LO im. Jana Kasprowicza w Inowrocławiu oraz Uniwersytetu Mikołaja Kopernika w Toruniu (Wydział Prawa i Administracji). Przygodę z radiem rozpoczął w studenckiej rozgłośni UMK Radio Centrum. W 1992 roku dostał się do zespołu Radia Toruń – pierwszej komercyjnej stacji w mieście, w latach 1993–1997 współtworzył Radio Gra. Od 1997 roku na stałe związany z Polskim Radiem PiK (Polskie Radio Pomorza i Kujaw), gdzie tworzy m.in. dwutygodnik „Radio Planet i Komet” poświęcony astronomii popularnej oraz tygodnik „Miłe & Miłosne” z muzyką smoothjazzową. Na antenie Polskiego Radia PiK prowadzi także (na zmianę z Dariuszem Grossem) Listę Przebojów. Zwycięzca radiowego konkursu na najlepszą audycję popularnonaukową roku 2000 w Polsce (audycja pt. „Roznosiciele życia i śmierci” nagrodzona statuetką Wielkiego Brzyma przez Radio Katowice). Zdobywca głównej nagrody europejskiego konkursu filmowego ESO „Venus Transit 2004” – w parze z Jerzym Rafalskim (Planetarium Toruń).
Współpracownik TVP, radiowej „Trójki” oraz tygodnika „Polityka”, na łamach którego opublikował kilkadziesiąt artykułów o Wszechświecie. W latach 2006–2010 z Jerzym Rafalskim współtworzył magazyn „Planetarium TVP” emitowany na antenie ogólnopolskiej. W latach 2014–2015 był felietonistą programu „ASTROREGION” w TVP Bydgoszcz. Od 2017 roku przedstawia filmowe kalendarze astronomiczne na antenie TV Toruń w cyklu pt. „Radio Teleskop”
Pasjonat astrofotografii – jego prace wystawiane były m.in. w Parlamencie Europejskim w Brukseli i w toruńskim Dworze Artusa; zamieszczają je też witryny NASA i SpaceWeather.com. Twórca kanału radio-teleskop.pl na YouTube, w którym zamieszcza tworzony przez siebie multimedialny kalendarz astronomiczny oraz ciekawe opowieści o zjawiskach i obiektach na niebie oparte na astrofotografiach z autorskiej galerii www.radio-teleskop.pl.
Od 2012 roku zasiada w Radzie Programowej projektu „Astrobaza Kopernik” powołanego przez Województwo Kujawsko-Pomorskie, który polega na budowie sieci 14 szkolnych obserwatoriów astronomicznych.
Aranżuje i prowadzi imprezy astronomiczne, m.in. „Kopernik w Europie” (2009), „Planetarium Karuzeli Cooltury” (Świnoujście, 2010), koncert „Planety” (Warszawa, PKiN, 2013), wystawa „Driven by the stars” (Bruksela, 2014), „Dotknij Księżyc” (Bydgoszcz, 2015), „Bella Skyway Festival” (Toruń, 2016), kujawsko-pomorski „Astrofestiwal” (od 2012 roku), festiwal „Siły Natury” (Toruń, 2017).

## Nagrody i odznaczenia
- 2017 – Nagroda Marszałka Województwa Kujawsko-Pomorskiego (wyróżnienie)[20]
- 2014 – Medal Nicolaus Copernicus Thorunensis[21]
- 2012 – Mistrz Mowy Polskiej[22].
- 2006 – Medal Komisji Edukacji Narodowej
- 2006 – Nagroda Prezydenta Miasta Torunia[23].
- 2005 – Laureat Złotej Karety toruńskiego dziennika „Nowości”[24]